# Дружна Горка (Ленинградска област)
Дружна Горка (на руски: Дружная Горка; на фински: Orinansavota) е селище от градски тип в Русия, разположено в Гатчински район, Ленинградска област. Населението му към 1 януари 2018 година е 3607 души.